# 7 Poets Trio
7 Poets Trio ist ein Jazzalbum von Tomas Fujiwara. Die am 4. Oktober 2018 im Studio The Bunker, Brooklyn, entstandenen Aufnahmen erschienen im September 2019 auf RogueArt.

## Hintergrund
Beim 7 Poets Trio handelt es sich um eine Zusammenarbeit im Trio zwischen Patricia Brennan (Vibraphon), Tomeka Reid (Cello) und Tomas Fujiwara (Schlagzeug), drei Mitglieder der Avantgarde-Jazz-Szene von New York City. Alle Kompositionen auf dem Album, mit Ausnahme von „Questions“ (das Fujiwara bereits zehn Jahre zuvor komponiert hatte), hat Fujiwara exklusiv für dieses Trio mit Reid und Brennan geschrieben. In den Liner Notes notierte er:
„Während ich komponierte, hatte ich den Klang [der Musik] und die Persönlichkeit dieser beiden Freunde im Kopf und stellte mir eine Vielzahl von Klangmöglichkeiten für die einzigartige Instrumentierung von Vibraphon, Cello und Schlagzeug vor. Während ich schrieb, fügte ich den Bildern in meinem Kopf Soundtracks hinzu, den Geschichten meines Lebens, sowohl real als auch imaginär.“
Tomas Fujiwara versammelte sein 7 Poets Trio zum ersten Mal während seiner Residenz im New Yorker Veranstaltungsort The Stone im April 2018, nachdem er zuvor mit Patricia Brennan in Michael Formaneks Ensemble Kolossus und mit Tomeka Reid in deren Quartett gespielt hatte. Wie schon bei früheren Ensembles von ihm (Tomas Fujiwara & The Hook Up, The Tomas Fujiwara Trio und Triple Double) brachte Fujiwara auch hier zwei Musiker zusammen, die noch nie zuvor zusammen gespielt hatten, und schuf so eine neue Kombination musikalischer Persönlichkeiten. Ihr Live-Debüt wurde in All About Jazz als „eine Mischung aus Kammerjazz, moderner klassischer Komposition und Improvisation“ beschrieben.

## Titelliste
- Tomas Fujiwara: 7 Poets Trio (Rogueart ROG-0095)[2]

1. Blend / KP (Tomas Fujiwara) 18:27
2. A Realm Distorted / Questions (Tomas Fujiwara) 16:03
3. Cruisin’ with Spencer (Tomas Fujiwara) 8:50
4. Gentle Soul (Tomas Fujiwara) 8:53

## Rezeption
Nach Ansicht von Brian Kiwanuka, der das Album für Nextbop rezensierte, sei das 7 Poets Trio durchweg erstklassig. Obwohl die Musik hier komponiert sei, erhalte jedes Mitglied genügend Raum für Abenteuer, und jeder Ausflug offenbare ein tiefes Verständnis zwischen ihnen. Obwohl frühere Aufnahmen wie das kolossale Triple Double die Fans immer zum Nachdenken anregen werden, wenn sie Fujiwaras Diskographie als Bandleader bewerten, könnte 7 Poets Trio seine bisher beste Arbeit sein.
Der Kritiker von New Music USA schrieb, die sechs Stücke zielten darauf ab, ein Gleichgewicht zwischen Komposition und Improvisation zu finden, jedem Musiker eine Reihe von Rollen anzubieten (musikalischer Vordergrund und Hintergrund, solo und unterstützend, melodisch und perkussiv) und vor allem eine Umgebung für einen echten kollaborativen Ensemblesound zu schaffen. Tomas Fujiwaras 7 Poets Trio sei eine Fortsetzung mehrerer musikalischer Interessen von Fujiwara, einschließlich der flexiblen Rollen und vielfältigen Möglichkeiten eines bestimmten Instruments sowie der Klänge von Multi-Perkussions-Ensembles, zu denen er gehörte, wie Living By Lanterns, No Moto und dem Taylor Ho Bynum 7-tette.